# Brandon Sebirumbi
Brandon Alan Sebirumbi (Fort Worth, 15 maggio 1990) è un ex cestista statunitense con cittadinanza ugandese.

## Carriera
Con l'Uganda ha disputato i Campionati africani del 2015.